# Formule 3 Euro Series 2009

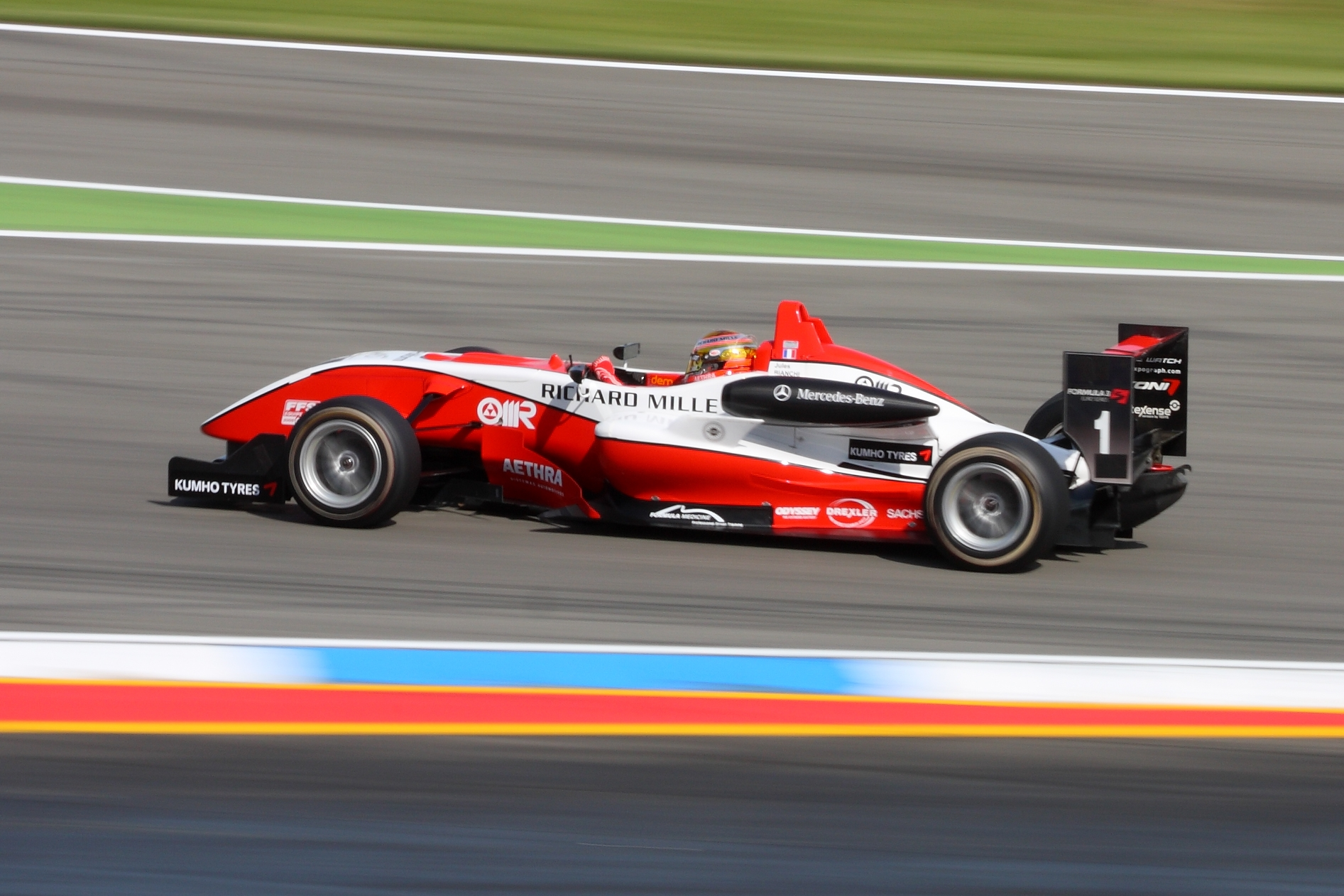
Jules Bianchi, champion de la Formule 3 Euro Series, édition 2009.

Le championnat de Formule 3 Euro Series 2009 se déroule du 16 mai au 25 octobre 2009.

## Règlement sportif
- Première manche de chaque meeting : attribution des points selon le barème 10,8,6,5,4,3,2,1 - L'auteur de la pole position inscrit un point.
- Seconde manche de chaque meeting : la grille de départ est déterminée par l'ordre d'arrivée de la première manche, avec inversion des positions pour les huit premiers. Seuls les 6 premiers marquent des points, selon le barème 6,5,4,3,2,1.

## Engagés
| Écurie               | Nos | Pilote               | Rookie | Voiture      | Moteur     |
| -------------------- | --- | -------------------- | ------ | ------------ | ---------- |
| ART Grand Prix       | 1   | Jules Bianchi        |        | Dallara F309 | Mercedes   |
| ART Grand Prix       | 2   | Valtteri Bottas      | R      | Dallara F309 | Mercedes   |
| ART Grand Prix       | 23  | Esteban Gutiérrez    |        | Dallara F309 | Mercedes   |
| ART Grand Prix       | 24  | Adrien Tambay        | R      | Dallara F309 | Mercedes   |
| Signature-Plus       | 3   | Mika Mäki            |        | Dallara F309 | Volkswagen |
| Signature-Plus       | 4   | Jean-Karl Vernay     |        | Dallara F309 | Volkswagen |
| Signature-Plus       | 25  | Tiago Geronimi       | R      | Dallara F309 | Volkswagen |
| Prema Powerteam      | 5   | Basil Shaaban        |        | Dallara F309 | Mercedes   |
| Prema Powerteam      | 6   | Stefano Coletti      |        | Dallara F309 | Mercedes   |
| Prema Powerteam      | 27  | Matteo Chinosi       |        | Dallara F309 | Mercedes   |
| Prema Powerteam      | 35  | Tim Sandtler         |        | Dallara F309 | Mercedes   |
| ASL Mücke Motorsport | 7   | Christian Vietoris   |        | Dallara F309 | Mercedes   |
| ASL Mücke Motorsport | 8   | Sam Bird             |        | Dallara F309 | Mercedes   |
| ASL Mücke Motorsport | 14  | Marco Wittmann       | R      | Dallara F309 | Mercedes   |
| ASL Mücke Motorsport | 26  | Alexander Sims       | R      | Dallara F309 | Mercedes   |
| Manor Motorsport     | 9   | César Ramos          | R      | Dallara F309 | Mercedes   |
| Manor Motorsport     | 10  | Pedro Ferreira       |        | Dallara F309 | Mercedes   |
| Manor Motorsport     | 28  | Roberto Merhi        |        | Dallara F309 | Mercedes   |
| SG Formula           | 11  | Henki Waldschmidt    |        | Dallara F309 | Mercedes   |
| SG Formula           | 12  | Alexandre Marsoin    |        | Dallara F309 | Mercedes   |
| SG Formula           | 22  | Carlo Van Dam        |        | Dallara F309 | Mercedes   |
| SG Formula           | 30  | Andrea Caldarelli    | R      | Dallara F309 | Mercedes   |
| Carlin Motorsport    | 15  | Brendon Hartley      |        | Dallara F309 | Volkswagen |
| Carlin Motorsport    | 16  | Jake Rosenzweig      | R      | Dallara F309 | Volkswagen |
| HBR Motorsport       | 17  | Kevin Mirocha        |        | Dallara F309 | Mercedes   |
| HBR Motorsport       | 18  | Johnny Cecotto Jr.   |        | Dallara F309 | Mercedes   |
| HBR Motorsport       | 34  | Tom Dillmann         |        | Dallara F309 | Mercedes   |
| Motopark Academy     | 19  | Atte Mustonen        |        | Dallara F309 | Mercedes   |
| Motopark Academy     | 20  | Christopher Zanella  | R      | Dallara F309 | Mercedes   |
| Motopark Academy     | 33  | Renger Van der Zande |        | Dallara F309 | Mercedes   |
| Kolles & Heinz Union | 21  | Robert Wickens       |        | Dallara F309 | Volkswagen |
| Kolles & Heinz Union | 22  | Carlo Van Dam        |        | Dallara F309 | Volkswagen |
| Kolles & Heinz Union | 31  | Johan Jokinen        | R      | Dallara F309 | Volkswagen |
| Kolles & Heinz Union | 32  | Nick Tandy           | R      | Dallara F309 | Volkswagen |

## Courses de la saison 2009
| Date         | Lieu          | Vainqueur            | Nationalité      | Voiture            | Écurie               |
| 16 mai       | Hockenheim    | Stefano Coletti      | Monaco           | Dallara-Mercedes   | Prema Powerteam      |
| 17 mai       | Hockenheim    | Jean-Karl Vernay     | France           | Dallara-Volkswagen | Signature-Plus       |
| 30 mai       | Lausitz       | Jules Bianchi        | France           | Dallara-Mercedes   | ART Grand Prix       |
| 31 mai       | Lausitz       | Christian Vietoris   | Allemagne        | Dallara-Mercedes   | ASL Mücke Motorsport |
| 27 juin      | Norisring     | Jules Bianchi        | France           | Dallara-Mercedes   | ART Grand Prix       |
| 28 juin      | Norisring     | Christian Vietoris   | Allemagne        | Dallara-Mercedes   | ASL Mücke Motorsport |
| 18 juillet   | Zandvoort     | Jules Bianchi        | France           | Dallara-Mercedes   | ART Grand Prix       |
| 19 juillet   | Zandvoort     | Jules Bianchi        | France           | Dallara-Mercedes   | ART Grand Prix       |
| 1er août     | Oschersleben  | Jules Bianchi        | France           | Dallara-Mercedes   | ART Grand Prix       |
| 2 août       | Oschersleben  | Christian Vietoris   | Allemagne        | Dallara-Mercedes   | ASL Mücke Motorsport |
| 15 août      | Nürburgring   | Jules Bianchi        | France           | Dallara-Mercedes   | ART Grand Prix       |
| 16 août      | Nürburgring   | Alexander Sims       | Royaume-Uni      | Dallara-Mercedes   | ASL Mücke Motorsport |
| 5 septembre  | Brands Hatch  | Mika Mäki            | Finlande         | Dallara-Volkswagen | Signature-Plus       |
| 6 septembre  | Brands Hatch  | Brendon Hartley      | Nouvelle-Zélande | Dallara-Volkswagen | Carlin Motorsport    |
| 19 septembre | Barcelone     | Jules Bianchi        | France           | Dallara-Mercedes   | ART Grand Prix       |
| 20 septembre | Barcelone     | Renger Van der Zande | Pays-Bas         | Dallara-Mercedes   | Motopark Academy     |
| 10 octobre   | Dijon-Prenois | Christian Vietoris   | Allemagne        | Dallara-Mercedes   | ASL Mücke Motorsport |
| 11 octobre   | Dijon-Prenois | Jules Bianchi        | France           | Dallara-Mercedes   | ART Grand Prix       |
| 24 octobre   | Hockenheim    | Jules Bianchi        | France           | Dallara-Mercedes   | ART Grand Prix       |
| 25 octobre   | Hockenheim    | Jean-Karl Vernay     | France           | Dallara-Volkswagen | Signature-Plus       |

## Classement des pilotes
| Classement | Pilote               | Pays             | Voiture            | Écurie               | Nombre de points |
| ---------- | -------------------- | ---------------- | ------------------ | -------------------- | ---------------- |
| 1er        | Jules Bianchi        | France           | Dallara-Mercedes   | ART Grand Prix       | 114              |
| 2e         | Christian Vietoris   | Allemagne        | Dallara-Mercedes   | ASL Mücke Motorsport | 75               |
| 3e         | Valtteri Bottas      | Finlande         | Dallara-Mercedes   | ART Grand Prix       | 62               |
| 4e         | Alexander Sims       | Royaume-Uni      | Dallara-Mercedes   | ASL Mücke Motorsport | 54               |
| 5e         | Jean-Karl Vernay     | France           | Dallara-Volkswagen | Signature-Plus       | 47               |
| 6e         | Mika Mäki            | Finlande         | Dallara-Volkswagen | Signature-Plus       | 43               |
| 7e         | Roberto Merhi        | Espagne          | Dallara-Mercedes   | Manor Motorsport     | 42               |
| 8e         | Sam Bird             | Royaume-Uni      | Dallara-Mercedes   | ASL Mücke Motorsport | 40               |
| 9e         | Esteban Gutiérrez    | Mexique          | Dallara-Mercedes   | ART Grand Prix       | 26               |
| 10e        | Stefano Coletti      | Monaco           | Dallara-Mercedes   | Prema Powerteam      | 19               |
| 11e        | Brendon Hartley      | Nouvelle-Zélande | Dallara-Volkswagen | Carlin Motorsport    | 15               |
| 12e        | Henkie Waldschmidt   | Pays-Bas         | Dallara-Mercedes   | SG Formula           | 13               |
| 13e        | Christopher Zanella  | Suisse           | Dallara-Mercedes   | Motopark Academy     | 11               |
| 14e        | Andrea Caldarelli    | Italie           | Dallara-Mercedes   | SG Formula           | 11               |
| 15e        | Renger Van der Zande | Pays-Bas         | Dallara-Mercedes   | Motopark Academy     | 7                |
| 16e        | Marco Wittmann       | Allemagne        | Dallara-Mercedes   | ASL Mücke Motorsport | 6                |
| 17e        | Basil Shaaban        | Liban            | Dallara-Mercedes   | Prema Powerteam      | 6                |
| 18e        | Jake Rosenzweig      | États-Unis       | Dallara-Volkswagen | Carlin Motorsport    | 6                |
| 19e        | Atte Mustonen        | Finlande         | Dallara-Mercedes   | Motopark Academy     | 4                |
| 20e        | Tiago Geronimi       | Brésil           | Dallara-Volkswagen | Signature-Plus       | 2                |